# Zeche Morgenstern (Essen)
Die Zeche Morgenstern ist ein ehemaliges Steinkohlenbergwerk in Essen-Stadtwald. Das Bergwerk war über 40 Jahre in Betrieb.

## Bergwerksgeschichte
Im Jahr 1798 wurde die erste Mutung eingelegt. Ab dem Jahr 1822 wurde in der Nähe der heutigen Zeisigstraße das Flöz Morgenstern abgebaut. Da die Abbauberechtigungen unklar waren, wurde das Flöz von der Zeche Langenbrahm getrennt an einer anderen Stelle abgebaut. Ab dem darauffolgenden Jahr wurde der Abbau im Flöz Morgenstern zu einer eigenen Zeche Morgenstern zusammengefasst. Die Förderung der abgebauten Kohlen erfolgte über den „Tiefsten Langenbrahmer Stollen“ und über Tage bis zur Ruhr. Ab dem Jahr 1828 wurden der Betrieb und die Förderung der Zeche Morgenstern mit der Zeche Langenbrahm zusammengelegt. Trotz dieser Vereinigung blieben beide Bergwerke weiterhin eigenständig. Im Jahr 1869 konsolidierte die Zeche Morgenstern mit weiteren Feldern zur Zeche Langenbrahm.